# Санитарный транспорт

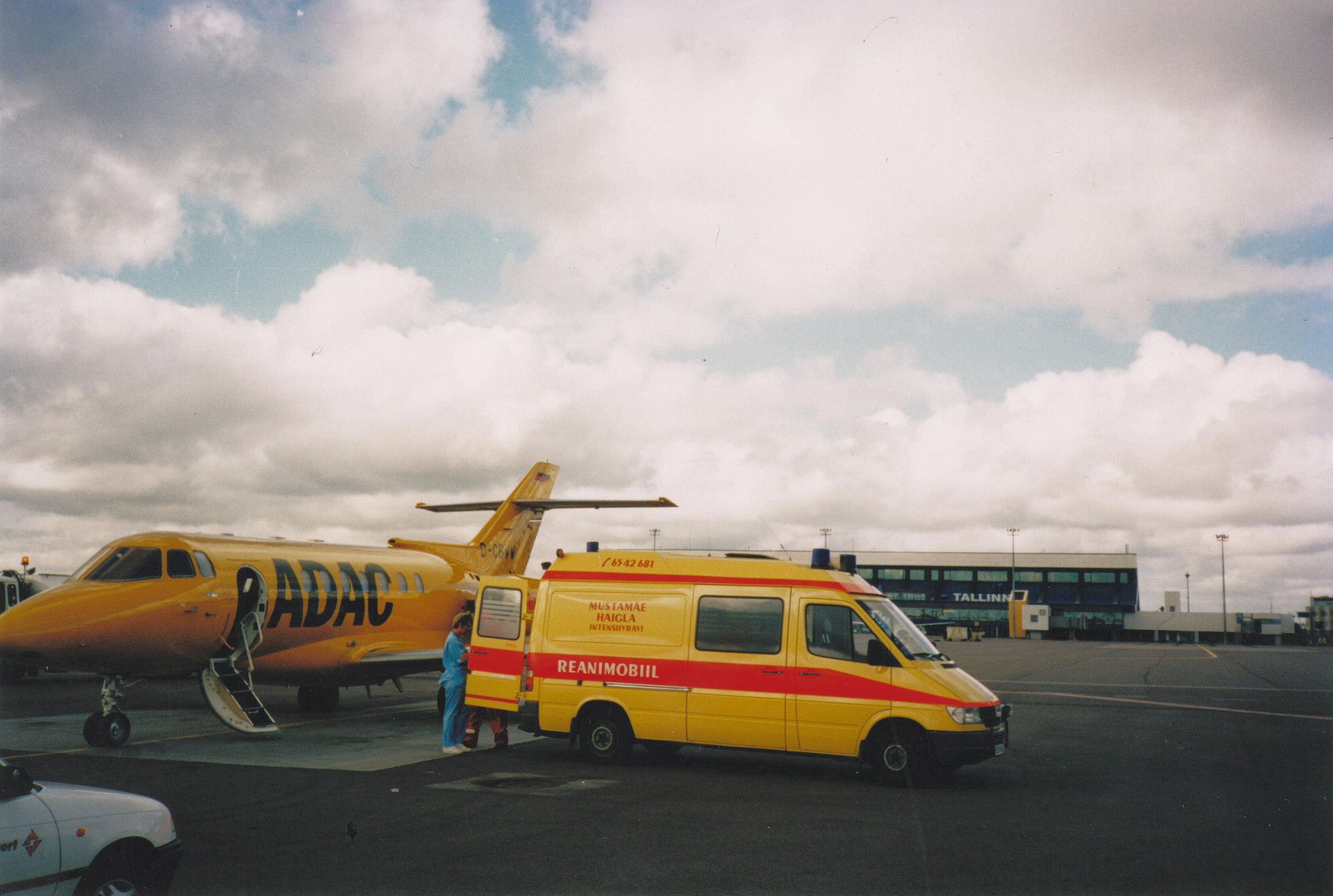
Санитарный транспорт (Таллин)

Санита́рный тра́нспорт — совокупность транспортных средств, которые специально сконструированы (либо приспособлены) для перевозки в мирное время больных и других целей, связанных с лечебно-профилактическим и лечебно-эвакуационным обслуживанием населения, а в военное время — для эвакуации раненых, поражённых и больных. Транспортируемых в мирное время (или эвакуируемых в военное время) раненых, поражённых и больных сопровождает медицинский персонал, в обязанности которого входит обеспечение ухода при транспортировке пострадавшего в лечебное учреждение, а также проведение неотложных медицинских мероприятий и манипуляций как на месте, так и в санитарном транспорте во время движения. Для этих целей санитарный транспорт оснащён необходимым оборудованием, медицинско-санитарными средствами и имуществом.

## Виды

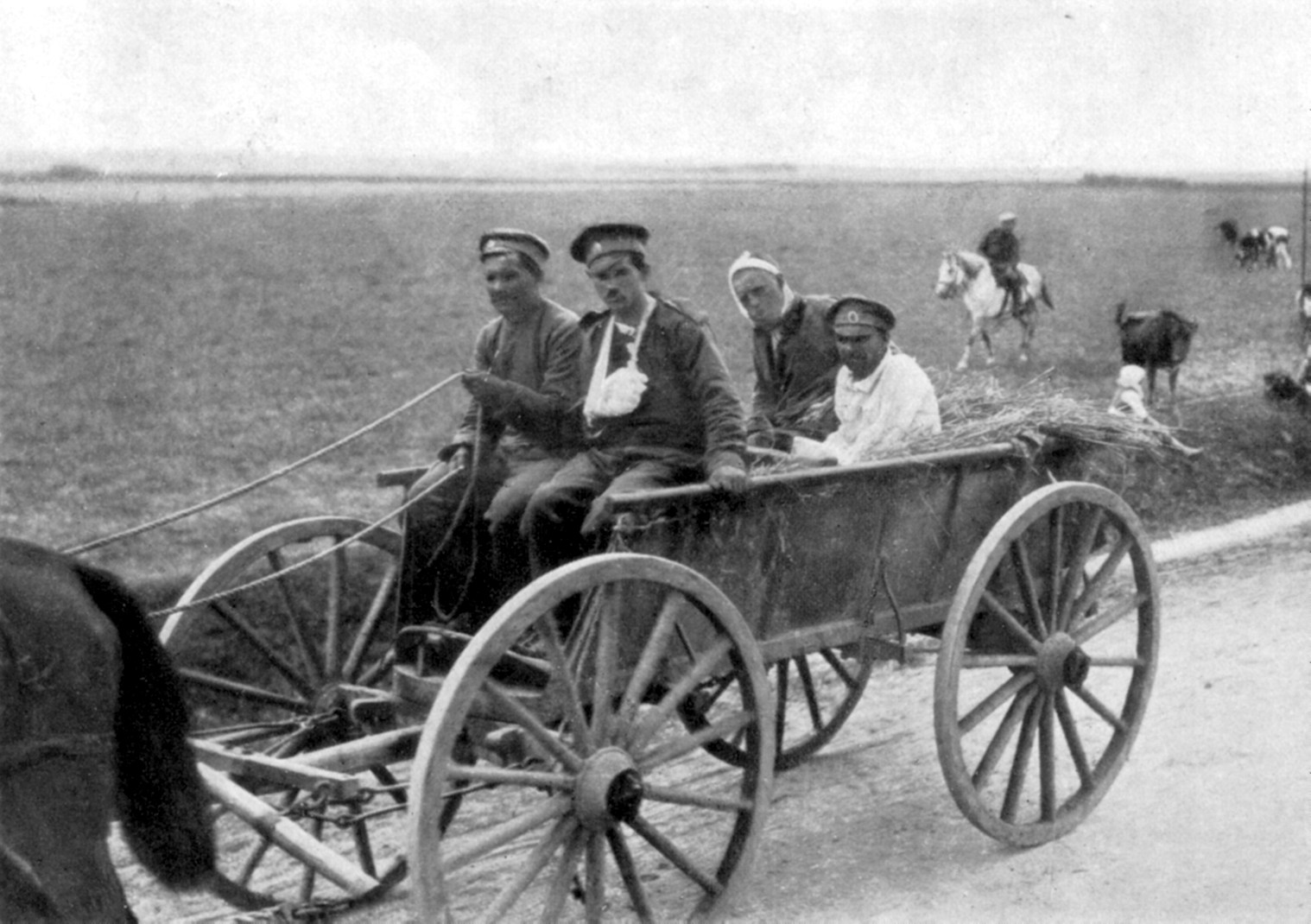
Эвакуация раненых гужевым санитарным транспортом

Различают санитарный транспорт:
- наземный (вьючный[4], гужевой[5], автомобильный[6], железнодорожный[7]);
- водный (речной и морской) — госпитальное судно[8];
- воздушный (самолёты, вертолёты) — санитарная авиация[9], воздушная скорая помощь.